# Benji Nzeakor
Benjamin Nzeakor (n. Port Harcourt, Nigeria, 16 de abril de 1964) es un exfutbolista nigeriano. Se desempeñaba en la posición de defensa y militó en clubes de Nigeria, Brasil, y Perú.

## Trayectoria
Nzeakor comenzó a jugar fútbol de clubes en Nigeria, pasando tiempo con Sharks FC, Stationery Stores FC y National. En 1988, se mudó a Brasil donde jugó para el Esporte Clube Vitória en el Campeonato Brasileiro. Se convirtió en el primer futbolista africano en jugar en Perú, uniéndose al Deportivo Municipal en 1992. Se quedó solo una temporada después de sufrir una lesión en la rodilla.
Se retiró del fútbol en 1996 y se convirtió en agente de jugadores con licencia de la FIFA en Brasil.

## Selección nacional
Entre los años 1983 y 1987 fue convocado a la selección de su país, conformada por los directores técnicos Fleitas y Tabárez, incluidos dos partidos de clasificación para la Copa Mundial de la FIFA 1986.

## Clubes
| Club                   | País    | Año       |
| ---------------------- | ------- | --------- |
| Sharks F.C.            | Nigeria | 1983-1985 |
| Stationery Stores F.C. | Nigeria | 1986-1987 |
| Vitória                | Brasil  | 1988-1991 |
| Deportivo Municipal    | Perú    | 1992      |
| América FC             | Brasil  | 1993-1996 |